# Museo Arqueológico de Hatay
El Museo Arqueológico de Hatay o Museo Arqueológico de Antakya es uno de los museos arqueológicos de Turquía. Está ubicado en la ciudad de Antakya, situada en la provincia de Hatay.  

## Historia
El museo se terminó de construir en 1939 pero no fue abierto al público hasta 1948. Posteriormente el edificio antiguo del museo fue renovado y ampliado pero la necesidad de nuevas ampliaciones y de modernizar la exposición produjo que en 2011 se construyera un nuevo edificio para el museo que fue inaugurado en 2014.

## Colecciones
El museo contiene una colección de objetos arqueológicos de la región de Hatay pertenecientes a periodos comprendidos entre el Paleolítico y el periodo islámico. La mayoría fueron descubiertos en las excavaciones que tuvieron lugar en la región entre 1932 y 1939.
Los objetos más antiguos son hallazgos del Paleolítico procedentes de la cueva de Üçağızlı, que estuvo habitada entre el 43 000 y el 17 000 a. C. Están también representadas otras fases prehistóricas: el Neolítico y el Calcolítico. Entre los objetos de la Edad del Bronce hay algunos que pertenecen al Imperio hitita. Por otra parte, se hallan piezas de la Edad del Hierro temprana de los reinos neohititas que existieron durante ese periodo. 
Otros objetos del museo pertenecen a hallazgos de la denominada cultura Amuq.
Una importante sección del museo está formada por los objetos del periodo helenístico, donde floreció la ciudad de Antioquía como capital del Imperio seléucida. En algunas estatuas y monedas se encuentran representaciones de Tique, que fue una divinidad que estuvo muy asociada a la ciudad. Otras estatuas de los periodos helenístico y romano representan a otras divinidades de la mitología griega. El museo alberga sarcófagos, estelas funerarias y diversos hallazgos relacionados con los usos funerarios.
De especial importancia es la colección de mosaicos procedentes de toda la región que, por su variedad y calidad, es considerada como una de las más importantes del mundo. La mayoría son de época romana.
Por otra parte, una sección del museo expone objetos islámicos de la Edad Media.
|                                                     |
| Vasos zoomórficos de finales de la Edad del Bronce. |

|                                      |
| Estatua de un rey del siglo IX a. C. |

|                                       |
| Estatua de un león del siglo IX a. C. |

|                                      |
| Uno de los mosaicos de época romana. |